# Macrothemis marmorata
Macrothemis marmorata är en trollsländeart som beskrevs av Hagen 1868. Macrothemis marmorata ingår i släktet Macrothemis och familjen segeltrollsländor. Inga underarter finns listade i Catalogue of Life.